# Hippopodius hippopus
Hippopodius hippopus is een hydroïdpoliep uit de familie Hippopodiidae. De poliep komt uit het geslacht Hippopodius. Hippopodius hippopus werd in 1776 voor het eerst wetenschappelijk beschreven door Forsskål. 